# Alexandre Dgebuadze
Alexandre Dgebuadze (nascut a Geòrgia el 21 de maig de 1971), és un jugador d'escacs belga, que té el títol de Gran Mestre des de 2002.
A la llista d'Elo de la FIDE del gener de 2022, hi tenia un Elo de 2465 punts, cosa que en feia el jugador número 6 (en actiu) de Bèlgica. El seu màxim Elo va ser de 2563 punts, a la llista de juliol de 2012 (posició 393 al rànquing mundial).

## Resultats destacats en competició
El 1990, es proclamà Campió de Geòrgia. Va obtenir el títol de GM el 2002. Des que es va establir a Bèlgica, ha guanyat el Campionat de Bèlgica en quatre ocasions, els anys 2002, 2005, 2007, i 2020. El juliol de 2011 fou tercer al Campionat de Bèlgica (el campió fou Bart Michiels).